# The Bottrops
The Bottrops ist eine Punkband aus Berlin, die 2006 gegründet wurde. Die Band ist seit etwa 2014 inaktiv, wurde aber nicht offiziell aufgelöst.

## Geschichte
Die Band wurde im März 2006 von den drei ehemaligen Mitgliedern von Terrorgruppe Slash Vicious, Johnny Bottrop und Steve Maschine West gegründet, sowie von Bang Bang Benno, einem ehemaligen Mitglied der Band Xarecrows.
Im Herbst 2006 verließ Steve Maschine West die Band. An seine Stelle trat Cris Crise, der unter anderem bei Cut My Skin gespielt hatte. Im Winter 2008 verließ auch Cris Crise die Band. Er wurde ersetzt durch Robo Borowski, der früher bei den „Xarecrows“ getrommelt hatte. Ein Jahr verließ auch Robo Borowski die Band. Er wurde durch The Ace (ex-The Breathalyzers, ex-Utopia Now) ersetzt. Dieser verließ 2012 nach den Aufnahmen zum dritten Album Hinterhofhits die Band. Danach war Stevo Petrocelli als Schlagzeuger tätig.
Die ersten Aufnahmen der Band wurden 2006 zunächst nur als Download unter dem Titel Unterhund-EP veröffentlicht. Am 25. Mai 2007 veröffentlichte die Band ihr erstes, selbstbetiteltes Album. Am 24. April 2009 erschien der zweite Langspieler Entertainment Overkill. Am 23. November 2012 wurde das dritte Album Hinterhofhits veröffentlicht.
Bang Bang Benno und The Ace spielten außerdem bei der Band „RockShoe“.
Die letzten Auftritte absolvierte die Band 2013, zwei Auftritte im Jahr 2014 musste die Band absagen, da Bang Bang Benno Dreharbeiten in den USA absolvierte. 

## Diskografie
- 2006: Unterhund-EP (EP, Download)
- 2007: The Bottrops (Album, CD/LP, Destiny-Records / SPV)
- 2009: Entertainment Overkill (Album, CD/LP, Destiny-Records / SPV)
- 2012: Hinterhofhits (Album, CD/LP, Destiny-Records)